# لشگرگاه (پاوه)
لشگرگاه (پاوه)، روستایی از توابع بخش باینگان شهرستان پاوه در استان کرمانشاه ایران است.

## جمعیت
این روستا در دهستان ماکوان قرار دارد و براساس سرشماری مرکز آمار ایران در سال ۱۳۸۵، جمعیت آن ۱۲۵ نفر (۲۹خانوار) بوده‌است.